# لويك كورتو
لويك كورتو (بالفرنسية: Loïc Courteau)‏ مواليد 6 يناير 1964 في بوردو، هو لاعب كرة مضرب فرنسي سابق وكان يلعب باليد اليمنى. أعلى تصنيف له في الفردي كان المركز الـ 159 في سنة 1982. أعلى تصنيف له في الزوجي كان المركز الـ 37 في سنة 1987.

## روابط خارجية
- لويك كورتو على موقع رابطة محترفي التنس (الإنجليزية)
- لويك كورتو على موقع الاتحاد الدولي لكرة المضرب (الإنجليزية)
- لويك كورتو على موقع بطولة ويمبلدون (الإنجليزية)
- لويك كورتو على موقع خلاصة التنس.كوم (الإنجليزية)
- لويك كورتو على موقع أوليمبيديا (الإنجليزية)